# Central Park (roman)
Pour les articles homonymes, voir Central Park (homonymie).
Central Park est le 11e roman de Guillaume Musso, paru le 27 mars 2014. Selon les premières estimations, Musso, auteur du roman aurait vendu plus de 74 000 exemplaires en seulement trois jours, et un peu plus de  570 000 au total[réf. nécessaire].

## Résumé
Le roman raconte l'histoire d'Alice Schäfer, capitaine de police à la brigade criminelle de Paris, et de Gabriel Keyne, pianiste de jazz américain, qui subitement se retrouvent menottés l'un à l'autre sur un banc de Central Park à New York. Aucun des deux ne connaît l'autre et ils n'ont aucun souvenir de leur rencontre. La veille, Alice était à Paris et faisait la fête avec trois copines sur les Champs-Élysées, tandis que Gabriel jouait du piano dans un club de jazz à Dublin, en Irlande. Les personnages n'ont aucune idée des circonstances de leur arrivée à New-York, mais le chemisier d'Alice est taché de sang. Alice et Gabriel n'ont d'autre choix que de s'unir pour découvrir la vérité, et celle-ci bouleversera leur vie à tout jamais  .

## Livreaudio
Le roman a fait l'objet d'une édition sous forme de livre audio.
- Guillaume Musso, Central Park, Paris, éd. Audiolib, 11 juin 2014 (ISBN 978-2-35641-761-9, BNF 43833845)Narrateur : David Manet; support : 1 disque compact audio MP3 ; durée : 7 h 50 min environ; référence éditeur : Audiolib 8666685